# 有田二郎

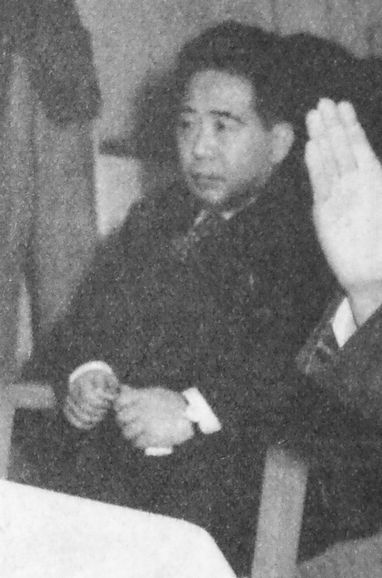
造船疑獄により逮捕を受ける日の朝（1954年2月）

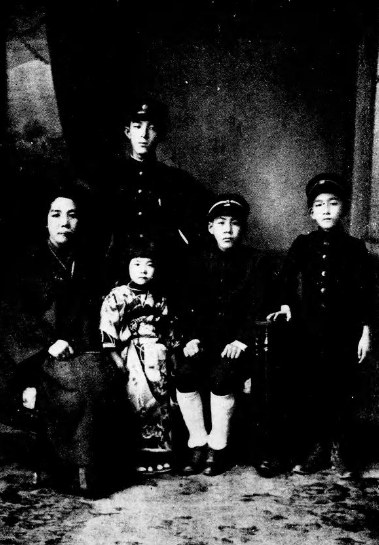
幼少期の有田二郎（右から二人目）。兄・迪夫、弟・博夫、妹・大子、母・多嘉子とともに

有田 二郎（ありた じろう　1904年7月1日 - 1980年10月28日）は、昭和期の政治家、実業家。衆議院議員（5期）。名村汽船取締役。

## 経歴
性病薬の有田ドラッグを経営し言論活動でも名を馳せた有田音松の次男として生まれる。東京帝国大学倫理科を卒業し、大阪薬学専門学校講師、終戦連絡大阪事務局参与などを歴任。1946年総選挙（大阪府第1区）に日本自由党公認で初当選、その後民主自由党→自由党に所属し当選5回（大阪1区）。衆議院運輸・人事委員長や民主自由党総務・自由党副幹事長を歴任し、第3次吉田内閣では商工政務次官→通産政務次官を務めた。1953年の国会予算審議では、社会党右派の堤ツルヨから「断末魔の自由党」と野次られたのに対して「パン助だまれ」と応え、女性蔑視の暴言として問題になった。
造船疑獄の発覚から、1954年2月16日に国会法第33条に基づく逮捕許諾請求が行われ、同23日に衆議院本会議は3月3日までの期限付の逮捕許諾決議が可決されて逮捕された。裁判では懲役2年執行猶予3年の有罪が確定した。
造船疑獄で立件されたことが響いて、有田は1955年総選挙で落選。1958年総選挙、1960年総選挙でも政界復帰を果たせず、その後は政界から遠ざかっていたが、1977年参院選で私学振興を訴えて全国区から立候補する。しかし33,702票しか得票できず落選に終わっている。
1978年11月の秋の叙勲で勲三等に叙され、旭日中綬章を受章する。
1980年10月28日、死去した。76歳没。死没日付をもって従四位に叙された。

## 家族

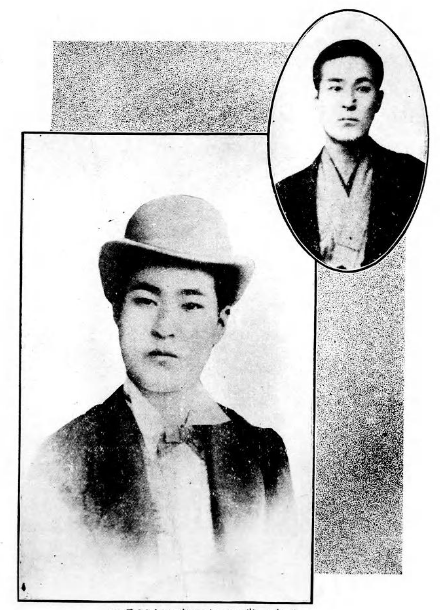
父・有田音松

父親の有田音松（1867-1944）は広島県御調郡三原町で生まれ、売薬業「有田ドラック商会」を成功させ、大阪府の多額納税者となった。敬神崇祖皇室中心主義などを高唱し、二荒芳徳伯爵の著書『皇太子殿下御外遊記』（澤田節蔵と共著、1924年、東京日日・大阪毎日新聞社）を私費でもって全国の官立学校に寄贈し『祖先崇拝』などの自著を官営学校や役場、青年団に寄贈、また、巨額を投じて全国の県庁所在地で敬老会を開催、大阪に8階建ての洋館を建設して地方青年団や学生団、在郷軍人団の無料宿泊所として提供するなど国士としても名を馳せた。
音松は梅毒、淋病、肺病に効く全治請負薬を謳って新聞に一面広告を出し、完治者の体験談紹介や、性病により頭部の皮膚が侵されたり鼻が欠けたりした人体模型を販売店店頭に置くなど、派手な宣伝活動で売り上げを伸ばし、現代のフランチャイズを思わせる身元保証金と引き換えの支店長募集制度により、台湾、朝鮮、満州などを含む全国に約700の専売店を持つ日本一の売薬王となったが、絶頂期の1924年に『有田音松の真相』（福田周平著、白鳥社刊）が出版され、翌1925年には有田ドラックの編集部主任・渡辺新次が辞職後野依秀一の『実業之世界』に暴露文を掲載し、医学の知識のない渡辺が有田の論文や誇大広告を捏造していたことを告白した。音松と金を巡って決裂した渡辺は野依に告発文を売り込み、野依はそれで音松を強請ったが断られたことで雑誌で反有田キャンペーンを繰り広げた。
渡辺によると、有田は20代のころは壮士演説で全国を回り、神戸福原遊郭の妓夫太郎（客引き）時代、朝鮮放浪時代にはかなりの悪事を重ねたという。中山由五郎『変態処世術』（1930年）によると、祖母の金を盗んで家出し、奉公先を転々としたのち、盗みなど罪を重ねて熊本で収監、妓夫時代に悪客を攻撃する刊行物を印刷屋に書かせて強請り、大金を手にして朝鮮に渡航、そこで薬の調合を知り「満韓売薬商会」を設立して誇大広告や偽の体験談を打って一儲けしたのち明治末期に帰国し、有田ドラックを設立したという。有田征伐と題した『実業之世界』での執拗なキャンペーンにより売り上げは半減し、1926年、東京警視庁取り調べの後次男に商売を譲り、経営から退いた。